# Rắn khiếm mõm dài
Rắn khiếm mõm dài (danh pháp hai phần Oligodon rostralis) được các nhà khoa học Viện Sinh thái học miền Nam thuộc Viện Hàn lâm Khoa học và Công nghệ Việt Nam và Đại học Sư phạm Quốc gia Đài Loan, Wild Earth Allies, Đại học quốc gia Moscow, Trung tâm nghiên cứu và công nghệ nhiệt đới Nga-Việt phát hiện tại Cao nguyên Lâm Viên, nam Trường Sơn.